# Али, Самина
Самина Али (англ. Samina Ali, род. 20 марта 1969, Хайдарабад) — американская писательница и активистка, родившаяся в Индии. Её дебютный роман «Мадрас в дождливые дни» получил премию Prix du Premier Roman Etranger от Франции и стал финалистом премии PEN/Hemingway Award в области художественной литературы.

## Карьера
Она была куратором выставки «Муслима: искусство и голоса мусульманских женщин», глобальной виртуальной выставки для Международного музея женщин (IMOW), который теперь является частью Глобального фонда для женщин. 
Она является соучредителем американской мусульманской феминистской организации Daughters of Hajar.
В 2017 году она провела публичное выступление под названием «Что на самом деле говорит Коран о хиджабе мусульманки?» в Tedx Университета Невады, объясняя похотливую основу хиджаба и запрет на ношение бюстгальтера мусульманскими женщинами. К 2020 году видео просмотрели более 8 миллионов раз.
Самина ведёт блог для The Huffington Post и The Daily Beast.

## Награды и премии
В 2004 году Самина получила премию писателей Фонда Роны Джаффе в области художественной литературы. Год спустя «Мадрас в дождливые дни» был удостоен премии Prix du Premier Roman Etranger в 2005 году и стал финалистом премии PEN/Hemingway Award в области художественной литературы.
В июле 2004 года «Мадрас в дождливые дни» был выбран журналом «Poets & Writers» лучшим дебютным романом года, и она была изображена на обложке номера за июль/август 2004 года.